# كاكو سانز
كاكو سانز (بالإسبانية: Alejandro Sanz Sainz)‏ هو لاعب كرة قدم إسباني في مركز central midfielder ‏، ولد في 5 يونيو 1993 في تطيلة في إسبانيا. لعب مع أتليتيكو بالياريس وإنتر توركو وريال سوسيداد ب ونادي كاستييون ونومانسيا.

## وصلات خارجية
- كاكو سانز على موقع قاعدة بيانات كرة القدم.إي يو (الإنجليزية)
- كاكو سانز على موقع Soccerway.com (الإنجليزية)